# Cementerio vikingo de Borre

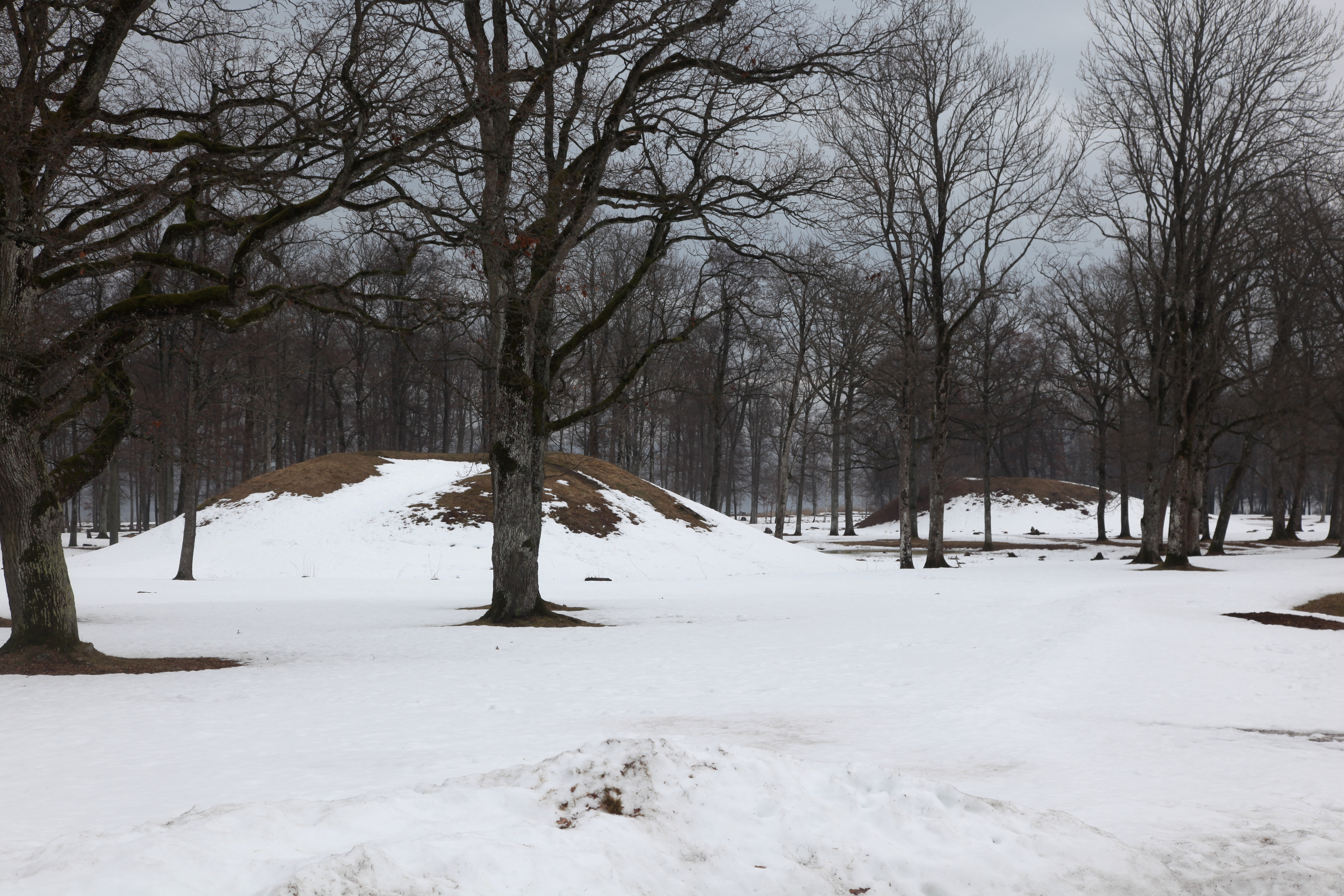
Los montículos funerarios del parque nacional de Borre

El cementerio vikingo de Borre (noruego: Borrehaugene, del nórdico antiguo borró y haugr que significa “montículo”) es una parte del parque nacional de Borre en Horten, Vestfold, Noruega.
El parque tiene una extensión de 45 acres (182,000 m²) y el conjunto de montículos funerarios es único en Escandinavia. Actualmente, se pueden observar siete grandes montículos y un cairn. Dos montículos y un cairn han sido destruidos en tiempos recientes. Hay también 25 cairns más pequeños y el cementerio pudo tener una mayor extensión. Algunos de los montículos alcanzan 45 metros de diámetro y hasta seis metros de alto. Borrehaugene ofrece una perspectiva histórica muy importante y evidencia la importancia del poder local durante el periodo merovingio hasta la Era vikinga.
Las primeras investigaciones en el cementerio tuvieron lugar en 1852. Los constructores locales usaron los montículos como pozos de grava y en el proceso se destruyó gran parte del abundante contenido de una nave vikinga. El anticuario Nicolay Nicolaysen examinó lo que sería el resto del contenido del montículo. La tumba contenía armas y equipamiento de montura, lo que sugiere que pertenecía a un varón. Las excavaciones descubrieron una inusual selección de artesanía, la mayor parte expuesta en el Museo de barcos vikingos de Oslo.
El particular trazo y características de la artesanía fue bautizada como estilo Borre y actualmente es uno de los conocidos por su belleza ornamental en figuras animales y nudos, que a menudo se usaban para decorar arneses. Los cairns más pequeños se investigaron en 1925 descubriendo que eran simples tumbas convertidas en cenizas por la cremación de los difuntos. Otras excavaciones tuvieron lugar de 1989 a 1991, dentro del parque y en sus exteriores.